# Bazylides (gnostyk)
Bazylides (Bασιλίδης) (ur. ok. 85, zm. 145) — gnostyk, z pochodzenia Syryjczyk. 

## Życie
Bazylides był prawdopodobnie uczniem Menandra, głównego przedstawiciela gnozy egipskiej (aleksandryjskiej); chrześcijanie określali go przydomkiem herezjarchy, arcykacerza. Nauczał w Aleksandrii w latach 130–140. Według Acta archelai, zanim przybył do Aleksandrii, nauczał w Persji. Był płodnym pisarzem; do jego dzieł zalicza się Psałterz, dwudziestoczterotomowy komentarz do Biblii  zwany Exegetica oraz „pismo doktrynalne” znane jako Evangelium. Prawie żaden z tych utworów nie zachował się w większych fragmentach. Jego następcą był jego syn i uczeń, Izydor.

## Nauka
Dzieła Bazylidesa się nie zachowały i naukę jego znamy dzięki ułomkom przechowanym w Kobiercach Klemensa Aleksandryjskiego oraz w streszczeniach Ireneusza z Lyonu, Hipolita i Tertuliana, a zatem z komentarzy jego wrogów. Bazylides stworzył swój system, łącząc różne przekazy judeochrześcijańskie, perskie i neoplatońskie – w ten sposób udało mu się  nakreślić jednolity i zamknięty obraz świata. 
Tertulian tak o nim pisze: "Później wystąpił Bazylides. Ten nauczał, że istnieje najwyższy Bóg, imieniem Abraksas. Z niego pochodzi stworzony Umysł, nazywany przez Greków nous, od tego zaś pochodzi Słowo, z niego zaś Opatrzność, z Opatrzności Moc i Mądrość. Z tych zaś następnie pochodzą władze i aniołowie, a następnie nieskończone ilości aniołów i emanacji. Za przyczyną aniołów, ustanowionych w 365 niebiosach, powstał świat ku czci Abraksasa".    
Jako zwolennik doketyzmu Bazylides twierdził, że Jezus Chrystus nie umarł na krzyżu, a ukrzyżowano zamiast niego Szymona z Cyreny, który pomagał nieść krzyż Chrystusowi. Twierdził również, że czyny człowieka nie wpływają na jego zbawienie. Założyciel sekty bazylidianów.

## Septem Sermones ad mortuos
Bazylides pojawia się jako narrator utworu Carla Gustava Junga Septem Sermones ad mortuos - Siedem mów do zmarłych.
Piętnaście lat po powstaniu tego utworu, Jung usłyszał o możliwości pobierania nauk od nieżyjącego przewodnika duchowego. Od indyjskiego mędrca usłyszał, że ten za osobistego guru ma Adi Śankarę – wedantystę nieżyjącego ponad tysiąc lat. Potwierdzenie to było dla Junga bardzo pokrzepiające.